# Штефан-чел-Маре (комуна, Келераш)
Штефан-чел-Маре (рум. Ștefan cel Mare) — комуна у повіті Келераш в Румунії. До складу комуни входить єдине село Штефан-чел-Маре.
Комуна розташована на відстані 122 км на схід від Бухареста, 35 км на північний схід від Келераші, 83 км на захід від Констанци, 115 км на південь від Галаца.

## Населення
За даними перепису населення 2002 року у комуні проживала 3261 особа, усі — румуни. Усі жителі комуни рідною мовою назвали румунську.
Склад населення комуни за віросповіданням:
| Релігія        | Кількість осіб | Відсоток |
| -------------- | -------------- | -------- |
| православні    | 3247           | 99,6%    |
| п'ятдесятники  | 5              | 0,2%     |
| адвентисти     | 3              | 0,1%     |
| лютерани       | 3              | 0,1%     |
| греко-католики | 1              | < 0,1%   |

## Зовнішні посилання
- Дані про комуну Штефан-чел-Маре на сайті Ghidul Primăriilor